# Stanisław Janicki (poseł)

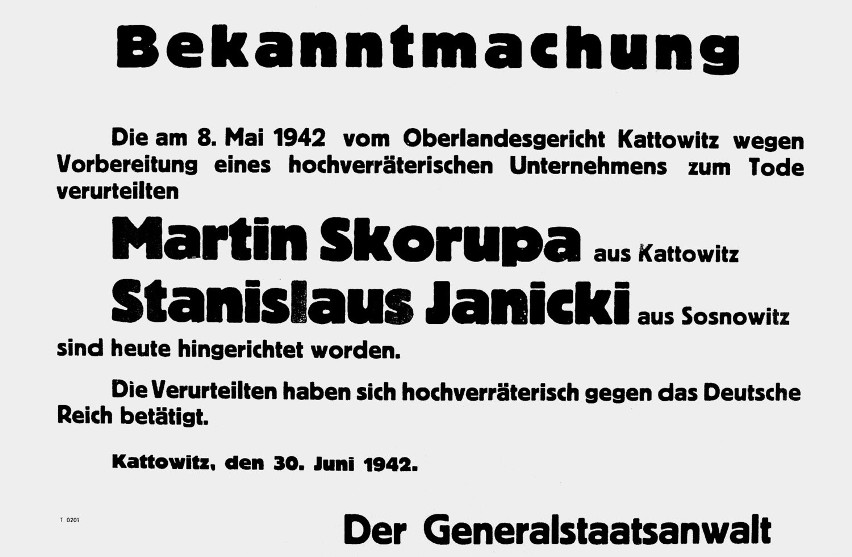
Niemieckie obwieszczenie o wykonaniu wyroku na Stanisławie Janickim.

Stanisław Janicki (ur. 13 grudnia 1884 w Grabowie nad Prosną, zm. 30 czerwca 1942 w Katowicach) – polski działacz narodowy na Górnym Śląsku i polityk, poseł na Sejm Śląski I kadencji w II RP.

## Życiorys
Urodził się w Grabowie nad Prosną 13 grudnia 1884 roku. Pochodził ze zubożałej rodziny szlacheckiej kultywującej tradycje polskie i katolickie. Ojciec był robotnikiem, pracownikiem cegielni. Po jego śmierci w 1894 roku matka wyjechała do pracy w głąb Niemiec. Stanisław dostał się na służbę u obcych ludzi. Ukończył niemiecką szkołę powszechną w Grabowie. W 1898 roku dołączył do matki. Pracował jako robotnik w kopalniach, fabrykach i papierni. W latach 1904–1906 odbył służbę wojskową w Armii Cesarstwa Niemieckiego. Przed wcieleniem i po odbyciu służby angażował się w życie Polonii. Należał do towarzystw polonijnych, najpierw w Mannheim, następnie w Bochum. Za działalność propolską miał problemy z prawem, był zwalniany z pracy.
W 1908 roku wstąpił do konspiracyjnego stowarzyszenia patriotyczno-religijnego „Eleusis” w Dahlhausen. Tego samego roku ożenił się z Marianną de domo Kaczmarek. Małżeństwo miało czwórkę dzieci: Bolesława, Tadeusza, Jadwigę i Józefa. W 1910 roku wziął udział w dwumiesięcznym kurs polskiej historii i literatury w Warszawie na zaproszenie Wincentego Lutosławskiego, z którym wcześniej korespondował. Po powrocie do Nadrenii założył w Castrop polską księgarnię. Zachęcał Polaków do wstępowania do „Eleusis”. Został miejscowym liderem tej organizacji. W 1911 roku, ponownie na zaproszenie Lutosławskiego, wyjechał do Tlemcen w Algierii, gdzie uczestniczył w kursach oświatowych, ucząc się, m.in.: filozofii, historii, literatury oraz ekonomii. W 1912 roku osiadł w Westfalii, w Gelsenkirchen. Był współzałożycielem hurtowni towarów kolonialnych, przekształconej w 1914 roku w fabrykę kawy słodowej „Prymas”.
Po wybuchu I wojny światowej Janicki został wcielony do armii pruskiej. Po wojnie był delegatem na Polski Sejm Dzielnicowy, obradujący w Poznaniu w grudniu 1918 roku. W marcu 1919 roku wraz z Janem Kaczorem przybyli do Tarnowskich Gór, by wziąć udział w akcji przedplebiscytowej na Górnym Śląsku. Janicki został członkiem tajnej organizacji politycznej o nazwie „Komitet Polskiej Partii”. Należał do szeregu polskich towarzystw i organizacji, m.in.: Towarzystwa Samodzielnych Kupców, Towarzystwa Czytelni Ludowych, Towarzystwa Oświaty na Śląsku im. św. Jacka, Towarzystwa Gimnastycznego „Sokół”, Związku Polskich Kół Śpiewaczych.
Podczas dwóch pierwszych powstań śląskich firma Janickiego zaopatrywała powstańców i szpitale w żywność oraz produkty pierwszej potrzeby. W 1920 był jednym ze współzałożycieli Chrześcijańskiego Zjednoczenia Ludowego. Czynnie agitował na rzecz Polski podczas spotkań z mieszkańcami powiatu tarnogórskiego. Od 1921 roku zasiadał w radzie nadzorczej wydawnictwa publikującego „Gońca Śląskiego”. Po III powstaniu śląskim Janicki angażował się w formowanie zrębów polskiej władzy cywilnej w oparciu o komisariaty plebiscytowe, współpracując z Wojciechem Korfantym. Po 15 czerwca 1922 roku zyskiwał ogromna popularność w środowisku związanym z Chrześcijańskim Zjednoczeniem Ludowym. Działał w Związku Obrony Kresów Zachodnich. W 1922 roku został posłem I kadencji Sejmu Śląskiego, wybrany z listy Bloku Narodowego. Jako poseł napisał ustawy o Śląskim Funduszu Budowlanym oraz o Śląskim Funduszu Gospodarczym.
W 1924 roku związał się nieformalnie z Marią Kromalicką. Para miała dwójkę dzieci: Lecha i Aleksandrę.
Po przewrocie majowym w Polsce w 1926 roku stanął po stronie Korfantego, będąc stanowczym przeciwnikiem sanacji. Występował przeciwko wojewodzie śląskiemu Michałowi Grażyńskiemu, zostając przewodniczącym tzw. Komisji Siedmiu w Sejmie Śląskim. Domagał się ustąpienia Grażyńskiego z zajmowanego stanowiska. W latach 1927–1930 był członkiem Śląskiej Rady Wojewódzkiej, zarządzającej województwem śląskim. Zerwał kontakty z Korfantym i założył partię chadecką o charakterze regionalnym. Ta nie uzyskała jednak poparcia chadecji ogólnopolskiej. Następnie wycofał się z życia politycznego.
Podczas II wojny światowej działał na Górnym Śląsku i w Zagłębiu Dąbrowskim. Mieszkał w Sosnowcu przy ul. Żeromskiego 8, prowadząc sklep z galanterią skórzaną. Założył organizację konspiracyjną „Przyszłość”. Aresztowany w grudniu 1940 roku, został stracony przez ścięcie w więzieniu w Katowicach 30 czerwca 1942 roku. Ciało nie zostało wydane rodzinie. Niemcy wymusili na żonie Mariannie uiszczenie 1288 marek za pobyt męża w więzieniu, w tym 300 marek za wykonanie egzekucji.
Janicki był wydawcą i redaktorem odpowiedzialnym pism satyrycznych: „Łupu Cupu, czyli Kryjom Lejom” oraz „Kolce”.

## Upamiętnienie
Imieniem Stanisława Janickiego nazwano jedną z ulic w Grabowie nad Prosną.